# Kévin Vauquelin
Kévin Vauquelin (n. 26 aprilie 2001, Bayeux, Basse-Normandie, Franța) este un ciclist profesionist francez, care concurează în prezent pentru Arkéa–B&B Hotels, echipă licențiată UCI WorldTeam.

## Rezultate în Marile Tururi

### Turul Franței
1 participare
- 2024: câștigător al etapei a 2-a

### Turul Spaniei
1 participare
- 2023: nu a terminat competiția